# Hold on to Sixteen
«Hold on to Sixteen» (рус. Оставайтесь шестнадцатилетними) — восьмой эпизод третьего сезона американского музыкального телесериала «Хор», показанный телеканалом Fox 6 декабря 2011 года. В эпизоде в школу Маккинли возвращается Сэм Эванс, роль которого исполняет актёр Корд Оверстрит, а также проходят отборочные к региональным соревнованиям хоровых коллективов.
В эпизоде прозвучали кавер-версии восьми песен, объединённые в семь номеров; все, кроме «ABC», «Control» и «Man in the Mirror» были выпущены в качестве синглов посредством цифровой дистрибуции, а три не выпущенных композиции вошли в альбом Glee: The Music, Volume 7. Серию посмотрели 7,11 млн американских телезрителей, что меньше в сравнении с предыдущим эпизодом, который посмотрели 7,9 млн человек
.

## Сюжет
Куинн (Дианна Агрон) рассказывает Рейчел (Лиа Мишель), что намерена добиться увольнения Шелби Коркоран (Идина Мензель), рассказав директору Фиггинсу, что та спит с Паком (Марк Саллинг). Рейчел пытается переубедить её, убеждая, что это принесёт только проблемы и не поможет ей вернуть Бет, так как Пак совершеннолетний. Между тем в кофейне Курт (Крис Колфер) и Блейн (Даррен Крисс) встречают Себастьяна (Грант Гастин), и, пока Блейн отходит за кофе, Курт и Себастьян выказывают друг другу взаимную неприязнь, а последний сообщает, что намерен отбить Блейна до конца года.
«Новые горизонты» приглашают в хор несколько участников джазового кружка «для количества», чтобы набрать минимально необходимые 12 человек. Финн (Кори Монтейт) и Рейчел решают попытаться вернуть Сэма Эванса (Корд Оверстрит), который был вынужден переехать из-за финансового положения в прошлом году. Сэм, которого они находят танцующим в стриптиз-клубе, согласен вернуться в Огайо с разрешения своих родителей. Сэм возвращается в школу Маккинли и поёт «Red Solo Cup» вместе с остальными хористами, чтобы отпраздновать своё возвращение. Куинн предлагает Сэму снова начать встречаться, думая, что это увеличит её шансы вернуть опеку над Бет, но Сэм намерен вернуть отношения с Мерседес (Эмбер Райли).
Во время репетиции танцевальных номеров Блейн ссорится с Сэмом, будучи не согласным с его предложением сделать движения более сексуальными. Ссора почти приводит к драке, и Блейн покидает кабинет. Чуть позже Финн находит Блейна, бьющего боксёрскую грушу, и Блейн рассказывает, что стал заниматься боксом, когда начались нападки в его первой школе. Они выясняют отношения: Блейн требует объяснения, почему и Финн, и Сэм не воспринимают его как коллегу по хору после того, как он перевёлся из Далтона. Финн признаётся, что завидовал его таланту и боялся, что Блейн подорвёт его авторитет. Он извиняется и просит его вернуться в коллектив, чтобы выиграть отборочные.
Тина (Дженна Ашковиц) ссорится с Майком (Гарри Шам-младший), когда узнаёт, что тот решил подать документы в Стэнфорд и на поводу у отца отказаться от карьеры танцора. Она отправляется к его отцу и просит разрешить Майку заниматься тем, чем он сам хочет, но получает отказ. Перед самым выступлением Майк узнаёт, что Тина говорила с его отцом, и злится на неё за это.
Первыми выступают «Комбинезоны» с Хармони (Линдсей Пирс) в качестве Солистки. Видя конкуренцию, Куинн решает в перерыве рассказать Фиггинсу о Шелби, чтобы «Ходячие неприятности» дисквалифицировали. Рейчел, которая отстранена от участия из-за подлога на выборах, на своём примере убеждает её поступать честно. «Ходячие неприятности» поют мэшап «Survivor» и «I Will Survive». Третьими выступают «Новые горизонты» с «ABC», «Control» и «Man in the Mirror». Во время выступления в зал заходит отец Майка. После окончания он говорит, что согласен, чтобы его сын занимался танцами, а Тина говорит, что подала за Майка документы в танцевальные колледжи. Судьи объявляют результаты: «Комбинезоны» занимают 3 место, «Ходячие неприятности» — 2, а «Новые горизонты» — 1.
Дисквалификация Рейчел официально снята. Куинн говорит ей, что передумала докладывать о Шелби, так как та — хорошая мать для Бет. Она говорит, что намерена поступать на театральный факультет Йельского университета, так как петь у неё получается хуже, чем играть на сцене. Куинн убеждает Мерседес, Сантану (Ная Ривера), Бриттани (Хизер Моррис) и Шугар (Ванесса Леджес) вернуться в «Новые горизонты». В финале обновленный хор, который теперь состоит из Финна, Блейна, Курта, Майка, Пака, Сэма, Куинн, Рэйчел, Сантаны, Британи, Шугар, Тины, Мерседес, Арти (Кевин Макхейл) и Рори (Дамиан Макгинти), поют «We Are Young» в зрительном зале.

## Создание
Съёмки эпизода начались 2 ноября 2011 года, на следующий день после завершения съёмок предыдущего, «I Kissed a Girl», и продолжались до 16 ноября. Во вторую неделю серия снималась параллельно со следующим, рождественским эпизодом, который начал сниматься 10 ноября.
Актёр Корд Оверстрит, который играл члена хора и футболиста Сэма Эванса, покинул сериал по окончании второго сезона из-за разногласий с создателями, оборвав тем самым сюжетную линию его отношения с Мерседес (Эмбер Райли), которая началась в финальном эпизоде сезона. В первой серии третьего сезона стало известно, что Сэм переехал в другой штат и сменил школу. Оверстрит появится в нескольких эпизодах третьего сезона в качестве приглашённого актёра; в «Hold on to Sixteen» также появились его родители. Его отца Райта Эванса сыграл Джон Шнайдер, а мать, Мэри — Таня Кларк. Райан Мёрфи также подтвердил, что в эпизоде во второй раз появится Хармони, персонаж Линдсей Пирс — одной из финалисток реалити-шоу The Glee Project, выигравшей двухэпизодную роль в сериале. Снова появился и Себастьян Смайт (Грант Гастин), студент академии Далтон, оказывающий Блейну Андерсону знаки внимания.
В серии присутствует дальнейшее развитие сюжетной линии с участием Майка Чанга (Гарри Шам-младший) и его отца Майка Чанга-старшего (Кенг Шим), у которых ранее возникли разногласия по поводу выбора дальнейшей профессии для Майка, что привело к крупной ссоре. В качестве приглашённых актёров также появится Идина Мензель в роли руководителя второго хора Шелби Коркоран, Дот Джонс в роли тренера Шэнон Бист, Дамиан Макгинти в роли хориста Рори Фланагана, Ванесса Леджес в роли участницы «Ходячих неприятностей» Шугар Мотта.
Известно, что в эпизоде прозвучат кавер-версии «Man in the Mirror» Майкла Джексона в исполнении «Новых горизонтов», «Red Solo Cup» Тоби Кита в исполнении Сэма Эванса и попурри «I Will Survive» / «Survivor» Глории Гейнор и Destiny’s Child соответственно.